# Liste der Naturdenkmale in Irmenach
Die Liste der Naturdenkmale in Irmenach nennt die im Gemeindegebiet von Irmenach ausgewiesenen Naturdenkmale (Stand 25. März 2024).

## Ehemalige Naturdenkmale
| Nr. | Bezeichnung              | Lage                                                        | Beschreibung                                                                  | Bild                                    |
| --- | ------------------------ | ----------------------------------------------------------- | ----------------------------------------------------------------------------- | --------------------------------------- |
|     | Birkenbestand            | Irmenach, südöstlich des Ortes an der L 190 Lage            | Betulus sp.; flächenhaftes Naturdenkmal, 0,75 ha; Rechtsverordnung aufgehoben | Direkt Bild zu diesem Denkmal hochladen |
|     | Neun 120-Jährige Lärchen | Irmenach, nordwestlich des Ortes; Abteilung Hillert Lage    | Larix decidua, neun Bäume; Rechtsverordnung aufgehoben                        | Direkt Bild zu diesem Denkmal hochladen |
|     | 130-jährige Buche        | Beuren, westlich des Ortes; Flur Auf dem Hambuchenberg Lage | Fagus sylvatica; Rechtsverordnung aufgehoben                                  | Direkt Bild zu diesem Denkmal hochladen |